# Halowe Mistrzostwa Europy w Lekkoatletyce 1976 – bieg na 800 m kobiet
Bieg na 800 metrów kobiet – jedna z konkurencji biegowych rozgrywanych podczas halowych lekkoatletycznych mistrzostw Europy w  Olympiahalle w Monachium. Eliminacje zostały rozegrane 21 lutego, a bieg finałowy 22 lutego 1976. Zwyciężyła reprezentantka Bułgarii Nikolina Szterewa. Tytułu zdobytego na poprzednich mistrzostwach nie broniła Anita Barkusky z Niemieckiej Republiki Demokratycznej.

## Rezultaty

### Eliminacje
Rozegrano 2 biegi eliminacyjne, do których przystąpiło 9 biegaczek. Awans do finału dawało zajęcie jednego z pierwszych trzxech miejsc w swoim biegu (Q).
Opracowano na podstawie materiału źródłowego.
Bieg 1
| Miejsce | Zawodniczka       | Czas   | Uwagi |
| ------- | ----------------- | ------ | ----- |
| 1       | Nikolina Szterewa | 2:05,2 | Q     |
| 2       | Iwanka Bonowa     | 2:06,4 | Q     |
| 3       | Angelika Traugott | 2:06,4 | Q     |
| 4       | Jolanta Januchta  | 2:08,5 |       |

Bieg 2
| Miejsce | Zawodniczka          | Czas   | Uwagi |
| ------- | -------------------- | ------ | ----- |
| 1       | Gisela Klein         | 2:09,6 | Q     |
| 2       | Lilana Tomowa        | 2:09,7 | Q     |
| 3       | Jozefína Čerchlanová | 2:10,2 | Q     |
| 4       | Ann Larsson          | 2:10,5 |       |
| 5       | Maria Ritter         | 2:15,4 | NR    |

### Finał
Opracowano na podstawie materiału źródłowego.
| Miejsce | Zawodniczka          | Czas   |
| ------- | -------------------- | ------ |
| 1       | Nikolina Szterewa    | 2:02,2 |
| 2       | Lilana Tomowa        | 2:02,6 |
| 3       | Gisela Klein         | 2:03,2 |
| 4       | Iwanka Bonowa        | 2:04,5 |
| 5       | Angelika Traugott    | 2:04,9 |
| 6       | Jozefína Čerchlanová | 2:15,9 |